# Kabinet-Kekkonen II
Het kabinet–Kekkonen II was de regering van de Republiek Finland van 17 januari 1951 tot 20 september 1951.

## Kabinet–Kekkonen II (1951)
| Ambtsbekleder                 | Ambtsbekleder       | Ambtsbekleder                   | Functie(s)                         | Ambtstermijn    | Ambtstermijn      | Partij(en)                     |
| ----------------------------- | ------------------- | ------------------------------- | ---------------------------------- | --------------- | ----------------- | ------------------------------ |
|                               | Urho Kekkonen       | Urho Kekkonen (1900–1986)       | Premier                            | 17 januari 1951 | 20 september 1951 | Centrumpartij                  |
|                               | Johannes Virolainen | Johannes Virolainen (1914–2000) | Minister van Binnenlandse Zaken    | 17 januari 1951 | 20 september 1951 | Centrumpartij                  |
|                               | Åke Gartz           | Åke Gartz (1888–1974)           | Minister van Buitenlandse Zaken    | 17 januari 1951 | 20 september 1951 | Onafhankelijk                  |
|                               | Onni Hiltunen       | Onni Hiltunen (1895–1971)       | Minister van Financiën             | 17 januari 1951 | 20 september 1951 | Sociaal- Democratische Partij  |
|                               | Teuvo Aura          | Teuvo Aura (1912–1999)          | Minister van Justitie              | 17 januari 1951 | 20 september 1951 | Nationale Progressieve Partij  |
|                               | Penna Tervo         | Penna Tervo (1901–1956)         | Minister van Economische Zaken     | 17 januari 1951 | 20 september 1951 | Sociaal- Democratische Partij  |
|                               | Emil Skog           | Emil Skog (1897–1981)           | Minister van Defensie              | 17 januari 1951 | 20 september 1951 | Sociaal- Democratische Partij  |
|                               | Vihtori Vesterinen  | Vihtori Vesterinen (1885–1958)  | Minister van Sociale Zaken         | 17 januari 1951 | 20 september 1951 | Centrumpartij                  |
|                               |                     | Lennart Heljas (1896–1972)      | Minister van Onderwijs             | 17 januari 1951 | 20 september 1951 | Centrumpartij                  |
|                               | Onni Peltonen       | Onni Peltonen (1894–1969)       | Minister van Transport             | 17 januari 1951 | 20 september 1951 | Sociaal- Democratische Partij  |
|                               | Martti Miettunen    | Martti Miettunen (1907–2002)    | Minister van Landbouw              | 17 januari 1951 | 20 september 1951 | Centrumpartij                  |
| Ministers zonder portefeuille |                     |                                 |                                    |                 |                   |                                |
| Ambtsbekleder                 | Ambtsbekleder       | Ambtsbekleder                   | Functie(s)                         | Ambtstermijn    | Ambtstermijn      | Partij(en)                     |
|                               | Ralf Törngren       | Ralf Törngren (1899–1961)       | Minister voor Belastingzaken       | 17 januari 1951 | 20 september 1951 | Zweedse Volkspartij in Finland |
|                               | Rafael Paasio       | Rafael Paasio (1903–1980)       | Minister voor Maatschappelijk Werk | 17 januari 1951 | 20 september 1951 | Sociaal- Democratische Partij  |
| Minister voor Openbare Werken | Rafael Paasio       | Rafael Paasio (1903–1980)       |                                    | 17 januari 1951 | 20 september 1951 | Sociaal- Democratische Partij  |
|                               | Emil Huunonen       | Emil Huunonen (1901–1959)       | Minister voor Maatschappelijk Werk | 17 januari 1951 | 20 september 1951 | Sociaal- Democratische Partij  |
|                               | Kauno Kleemola      | Kauno Kleemola (1906–1965)      | Minister voor Openbare Werken      | 17 januari 1951 | 20 september 1951 | Centrumpartij                  |
|                               |                     | Matti Lepistö (1901–1991)       | Minister voor Agrarische Zaken     | 17 januari 1951 | 20 september 1951 | Sociaal- Democratische Partij  |